# 22744 Esterantonucci
22744 Esterantonucci è un asteroide della fascia principale. Scoperto nel 1998, presenta un'orbita caratterizzata da un semiasse maggiore pari a 3,2158491 UA e da un'eccentricità di 0,0966825, inclinata di 4,70447° rispetto all'eclittica.